# MechQuest
MechQuest, chamado popularmente de "MQ", é  o terceiro jogo online criado pela Artix Entertainment LLC e lançado no dia 1 de outubro de 2007.
MechQuest é uma versão futurística (porém no passado) do RPG DragonFable.
No jogo é possível criar um personagem e jogar usando o próprio personagem, pode se escolher o sexo do personagem, o estilo do cabelo e o tom da pele. Como em certas partes é possível jogar em robôs gigantes, chamados de mechas, também se escolhe a cor do mecha.Porem para se registrar deve-se ter treze anos de idade ou mais, também se pede que o jogador escolha um nome de usuário e uma senha.

## Sobre o jogo
O jogo inicia com o personagem no nível 1, conforme o personagem ganha experiência, que no jogo é chamado de Exp. o personagem é elevado ao nivel 2 e o nível vai se elevando gradativamente, os acontecimentos iniciais são numa nave espacial onde os combates são apenas entre robôs em games eletronicos um desafio onde você pilota a nave e destroe meteoritos, a a partir de qualquer nível você pode escolher deixar a nave, chegando em um planeta onde as verdadeiras quests tem início.
A moeda do jogo se chama Credit e serve para conseguir equipamentos especiais do RPG.

## Enredo
MechQuest ocorre 4995 anos antes de DragonFable ou 5000 anos antes de AdventureQuest. 
No começo você está dentro de uma nave que o levará para Soluna City a hora que quiser, falando com o NPC Sys-Zero(Cysero)e escolhendo a opção "Land the Ship!". Depois que você chegar a cidade, poderá arrumar um emprego de médico, entregador de pizza, policial, caçador de fantasmas e arqueólogo.
OS PLANETAS SÃO:
WESTION,
ZARGON,
LAGOS,
GARK,
MORTIS(PARA O HALLOWEEN)
OBS:Conforme os dias/meses passam liberam novos planetas

## Star Captain
O jogo é gratis mas existe a opção de pagar 19,95$(dólares) para obter vantagens extras no jogo, tais como áreas especiais e novos itens.

## Cidades
- Soluna City é a mais importante cidade de todas, situada no planeta "Lore (Land Of Rising Evil)", onde ocorre grande parte da história do jogo. Esta cidade é habitada principalmente por Humanos e é comandada pelo Kingadent (King(Rei) + president(Presidente) Slugwrath. Em Soluna City existe uma universidade chamada Gears University, que é onde a parte do enredo acontece.
- Alamonia é uma cidade no planeta "Westion", o qual pode ser acessado por 1000 créditos, o jogador pode selecionar "Westion" em um quadro de avisos na janela principal de "Soluna City". Esta cidade é habitada principalmente por Equinos(Cavalos)é é rival da cidade de "Khaeldron"
- Khaeldron é uma cidade acessível no planeta "Westion", o qual pode ser acessado por 1000 créditos, o jogador pode selecionar "Westion" em um quadro de avisos na janela principal de "Soluna City". Esta cidade é habitada principalmente por Répteis(Drakels) e é rival da cidade de "Alamonia", pode ser acessada falando com "Jhaek-Ha e Arin-Ha" a oeste na cidade.